# راسل توفي
راسل توفي (بالإنجليزية: Russell Tovey)‏ هو كاتب مسرحي وممثل بريطاني، ولد في 14 نوفمبر 1981 في المملكة المتحدة.

## أعمال

### مسلسلات
- كوانتيكو
- كونك إنسان

## وصلات خارجية
- راسل توفي على موقع IMDb (الإنجليزية)
- راسل توفي على موقع روتن توميتوز (الإنجليزية)
- راسل توفي على موقع ألو سيني (الفرنسية)
- راسل توفي على موقع ميوزك برينز (الإنجليزية)
- راسل توفي على موقع تيرنر كلاسيك موفيز (الإنجليزية)
- راسل توفي على موقع أول موفي (الإنجليزية)
- راسل توفي على موقع قاعدة بيانات برودواي على الإنترنت (الإنجليزية)
- راسل توفي على موقع إن إن دي بي (الإنجليزية)
- راسل توفي على موقع قاعدة بيانات الفيلم (الإنجليزية)
- راسل توفي على موقع كينوبويسك (الروسية)